# Центральная (гостиница, Екатеринбург)
Гостиница «Центральная» — гостиница, расположенная в Екатеринбурге, на улице Малышева, дом 74, построенная в 1928 году архитектором В.Дубровиным. Здание является образцом общественного здания в формах рациональной архитектуры с фасадами, стилизованных элементами классики.

## История
Одно из первых зданий, построенных в Свердловске в 1926—1928 годах. Гостиница была рассчитана на 250 номеров. По проекту на нижних этажах располагался читальный зал, столовая, ванные, парикмахерская, магазин, справочное бюро. И на тот момент — одно из первых зданий в городе, которое было оснащено лифтами.

## Архитектура
С южной стороны находится площадь, образованное при пересечении улиц Малышева и Карла Либкнехта. Кирпичное, пятиэтажное, Е-образное по проекту здание образует внутренний двор, открытый внутрь квартала. В западной части здания из-за понижения рельефа местности имеется дополнительный цокольный этаж. Главный фасад выражен угловыми акцентами и располагается вдоль улицы Малышева. Главный вход в центре фасада сделан с массивным балконом, ограждения которого в виде балюстрады с филёнчатыми столбиками. Уличные фасады здания симметричны и связаны с углами, которые образуют единое целое с элементами пластики и декора. Центр главного фасада в форме портала, в верхней части которого окна выделены в полуовал. По сторонам фасада сделаны пилястры, охватывающие все этажи. В простенках окон расположены вертикальные тяги в виде лопаток. Завершается композиция ступенчатым аттиком. Фланкирующие детали фасада сделаны с пилястрами, оконные проёмы заглублены в стену. Завершается композиция высоким ступенчатым аттиком. Углы здания сделаны с рельефными балюстрадами под окнами второго этажа и филёнки в простенках. Боковые уличные фасады идентичны между собой и подобны главному. Уличные фасады опоясаны горизонтальной тягой между четвёртым и пятым этажами. Первый этаж выделен цветом, цокольный этаж облицован грубо сколотыми брусьями гранита. Оконные и дверные проёмы цокольного этажа выделены замковыми камнями. Дворовые фасады с равномерно расположенными оконными проёмами и ризалитами в торцах. Здание имеет уличный вход с западного угла, который ведёт в цокольный этаж, и четыре дворовых входа. Нижние этажи здания заняты зальными помещениями, в верхних этажах расположены номера по сторонам коридоров. Со второго по пятый этажи соединены широкой центральной лестницей с открытыми маршами, опирающимися на четырёхгранные опоры, и узкими служебными лестницами в торцах здания. Центральная лестничная клетка оснащена лифтами и соединена с холлами на этажах. В углах здания устроены малые холлы. Внутри здания имеются разновысотные этажи между основными и дворовыми частями, скорректированные лестницей в несколько ступеней. Парадный вестибюль декорирован. Опоры лестницы с массивными кронштейнами и с лепным растительным орнаментом, потолки с орнаментом в виде иоников по периметру. Металлические решётки лестничных ограждений имеют геометрический рисунок. Здание является образцом общественного здания в формах рациональной архитектуры с фасадами, стилизованных элементами классики.